# リベカとエリエゼル (ムリーリョ)
『リベカとエリエゼル』（西: Rebeca y Eliezer, 英: Rebecca and Eliezer）は、スペインのバロック絵画の巨匠バルトロメ・エステバン・ムリーリョが1660年ごろ、キャンバス上に油彩で制作した絵画である。作品はフェリペ5世の2番目の王妃エリザベッタ・ファルネーゼのコレクションに由来し、現在マドリードのプラド美術館に所蔵されている。

## 作品
『旧約聖書』中の「創世記」 (第24章1-28) によれば、カナンの地に住んでいたイスラエルの族長アブラハムは、忠実な老僕エリエゼルに息子イサクのために妻を探し出してくるようにと命じ、彼をアブラハム自身の故郷に遣わした。そこで、エリエゼルはラクダ10頭に贈り物を積んで出立し、メソポタミアのアラム・ナハライム地方にあったナホルの住む町に向かった。
彼は町はずれの井戸端に着くと、「私とラクダに水を飲ませてくれる女性を、イサクの妻とすることを認めてください」と神に祈った。すると、そこへナホルの息子ベトエルの娘リベカが水瓶を持って現れた。彼女は若くて、大変美しい女性であった。エリエゼルが彼女に水を飲ませてほしいと懇願すると、リベカは喜んで彼に水を飲ませ、さらに井戸から水を汲んできてすべてのラクダに水を飲ませた。かくして、エリエゼルがリベカにイサクの妻としてカナンの地に来るようにと伝えると、彼女は承諾し、イサクのもとへ向かったのである。
17世紀のスペインの画家たちの中で、ムリーリョは日常生活の描写に最も関心を示した画家の1人である。彼は時折、本作のように『旧約聖書』の逸話も利用したものの、そうした逸話もたやすく日常生活の場面に置き換えた。聖書には、リベカに同行者がいたとは記されていない。しかし、ムリーリョは複数の女性を登場させることで、本作の情景をアンダルシアの町のどの広場でも見られるような日常の場面にしているのである。瓶を水で満たそうとしている4人の女性の様々な表情が非常に生き生きと表現されている。中央の若く美しいリベカはつつましく、旅人のエリエゼルが水を飲む様子から目を逸らしているが、いっしょに水汲みにやってきたほかの3人は好奇心を隠しきれない。
なお、この主題でエリエゼルがリベカから水を受けるというのは神がリベカを認めた証であり、それは聖母マリアの受胎告知の予型と見なされる。その聖なる場面をありふれた日常生活の情景と優美な女性像で表現するのがムリーリョの真骨頂である。